# Plebiscito constitucional na Venezuela em 2007
O plebiscito da constituição da Venezuela, para o qual foram convocados mais de 16 milhões de eleitores, se realizou em 2 de dezembro de 2007 e consistiu numa consulta popular para que o povo pudesse aprovar, ou rejeitar, as emendas propostas à constituição venezuelana pelo atual presidente da república e pelo Congresso. Na Venezuela, como na maioria dos países democráticos, o voto é facultativo.
O conjunto da reforma constitucional foi votado em dois blocos "A" e "B". O bloco "A" inclui as alterações em 46 artigos que foram julgados em conjunto, cabendo aos eleitores responder "Sim ou "Não". Igualmente no bloco "B", que inclui alteração em 23 artigos, os eleitores puderam, mais uma vez, decidir votando "Sim" ou "Não" para o bloco.
O povo venezuelano, soberanamente, rejeitou todas as alterações propostas Veja Resultados, mais abaixo.

## As alterações propostas
A proposta original enviada por Hugo Chávez ao Congresso previa a alteração de 33 dos 350 artigos da Constituição "Bolivariana" de 1999; a essa proposta o Congresso adicionou mais 36 artigos, elevando seu total a 69.

### Política
- Reeleição ilimitada: não haverá mais limites quanto ao número de vezes que um presidente pode reeleger-se, e o mandato do ocupante do cargo será aumentado de seis para sete anos.
- Redução da idade mínima para votar: de 18 para 16 anos.
- Aumento das exigências para a convocação de referendos: amplia-se de 15 para 20 por cento a quantidade de eleitores registrados necessária para solicitar uma emenda constitucional. Para a revogação de mandatos referentes a cargos eletivos, o quociente mínimo de eleitores é de 30 por cento.
- Forças Armadas: altera o nome delas para Forças Armadas Bolivarianas, que constituiriam um órgão essencialmente "patriótico, popular e antiimperialista".

### Economia
- Redução da jornada de trabalho: diminui-se de oito para seis horas a jornada diária, ou para 36 horas a jornada semanal. Já a jornada de trabalho no período noturno não poderá superar as seis horas diárias, ou 34 horas por semana.
- Novas formas de propriedade: criam-se os conceitos de propriedade social, propriedade coletiva e propriedade mista ao lado do conceito de propriedade privada. Reconhece-se o direito de uso, gozo e disposição da propriedade. Permite-se ao poder público ocupar bens que sejam objeto de expropriação antes do término do processo judicial correspondente.
- Controle presidencial: elimina-se a autonomia do Banco Central da Venezuela e confere-se ao presidente da República o controle sobre a política monetária e as reservas internacionais.
- Interesses comuns acima dos interesses individuais: o Estado fornecerá condições para a construção de uma economia socialista. Desaparece o incentivo à iniciativa privada contemplado na Carta Magna atual.
- Seguridade social: incluem-se os trabalhadores autônomos, as donas de casa e os motoristas do transporte público no sistema de seguridade social.
- Regime socioeconômico: substituem-se os princípios do regime socioeconômico atual, de justiça social, democracia, livre concorrência e produtividade, por princípios socialistas, antiimperialistas, humanistas e de cooperação.
- Propriedade intelectual: elimina-se a proteção à propriedade intelectual de obras científicas, literárias e artísticas.

### Organização do espaço nacional
- Criação por decreto: o presidente pode criar por decreto cidades comunais, Províncias federais, cidades federais e distritos funcionais, além de poder apontar seus dirigentes.
- Vice-presidências: o presidente poderá escolher à vontade o primeiro vice-presidente e os demais vice-presidentes.
- Criação e supressão de territórios: o presidente tem entre suas atribuições ordenar e administrar o território nacional, assim como criar ou suprimir Províncias, territórios administrativos, cidades, municípios e distritos funcionais.

### Estado de exceção
- Restrição dos direitos: restringe-se o direito à informação e suspendem-se alguns dos aspectos ligados ao devido processo legal.
- Aprovação: elimina o pré-requisito de que o decreto do estado de exceção seja revisto pelo Tribunal Supremo de Justiça e que cumpra as diretrizes da Convenção Americana sobre Direitos Humanos e o Pacto Internacional de Direitos Civis e Políticos.

## Críticas à realização doplebiscito
Críticos ao governo Chávez condenaram o plebiscito por que, na sua opinião, não teria sido permitida uma melhor negociação da reforma constitucional. Os partidos de oposição Chávez, descoordenados e sem propostas claras, pregavam ora seu adiamento, ora a abstenção dos eleitores.
Como declarou Alberto Ramos, um economista senior da Goldman Sachs: "o grupo de oposição (tradicional) ainda está muito fragmentado, e não conta com um líder que possa unir suas fileiras dispersas e assim criar um desafio vitorioso ao governo (Chávez)."
O professor Herrera, que leciona Análise Política na Universidade Simón Bolívar, declarou que a oposição (tradicional) a Hugo Chávez não conseguiu montar um discurso suficientemente forte e coeso, estando muito dividida; são cerca de dez os líderes mais importantes. Uns defendem a abstenção, outros o voto "não", e outros ainda o voto de consciência
Alguns partidos optaram por alegar, sem comprovar, acusações de supostas fraudes eleitorais como sua linha mestra de ação. Peña Esclusa, um dos dirigentes do partido "Um Novo Tempo", de oposição a Chávez, afirmou antes da realização do plebiscito que "de antemão, não reconhece o referendo e os resultados." De acordo com Esclusa, a oposição realizaria manifestações em todo o país alegando fraude, imediatamente após o anúncio dos resultados
Muitos, mesmo dentre os que defendem várias das reformas propostas, enxergaram um possível risco de continuísmo na permissão para reeleições ilimitadas aos cargos do Poder Executivo - que foi um dos pontos mais citicados da reforma proposta - e que, embora não seja de per si ditatorial, é um procedimento pouco comum nos regimes presidencialistas democráticos, em nossos dias; só existe na Alemanha, França, Itália, Portugal, Eslováquia, Chipre, Estônia, Eslovênia, Grécia e Letônia

### O chavismo contestaHugo Chávez
Vários dos simpatizantes de Chávez não estavam convencidos de todas as mudanças que ele pretendia introduzir na Constituição, e o fim do limite do número de reeleições para presidente era um dos pontos que encontrava maior resistência nas hostes chavistas. Alguns prefeitos e governadores também estavam descontentes com a proposta que possibilitava a criação de novas regiões administrativas. Para alguns analistas, Chávez estaria alienando seus apoiadores.
A maior resistência surgiu com uma inesperada rebelião na base: o partido "Podemos", a segunda força do chavismo, que se recusou a incorporar-se-se ao "PSUV" (Partido Socialista Unido da Venezuela) e, aos poucos, passou a se opôr também à reforma constitucional. Outra grande perda para Chávez foi a dissidência do general da reserva Raúl Isaías Baduel, seu antigo colaborador, que até julho esteve no comando do Ministério da Defesa. Baduel chamou a reforma de "golpe de Estado", transformando-se em um dos mais destacados porta-vozes contrários às modificações. Como o partido "Podemos", os estudantes lideraram uma dura oposição à reforma constitucional, protagonizando protestos, muitas vezes violentos. Chávez sentiu a pressão de seus apoiadores, e pediu repetidas vezes a seus aliados que decidissem se estavam com ele ou contra ele.
As marchas realizadas contra o referendo foram lideradas principalmente por grupos de estudantes contrários à maneira autocrática de Chávez governar - mas que não pregam sua deposição - e não pelos partidos de oposição tradicionais, fragmentados e desorientados, que optaram boicotar o plebiscito, pregando a abstenção dos eleitores e alienando-se assim do certame. Em 2005 esses mesmos partidos de oposição também defenderam a abstenção nas eleições legislativas. Em consequência nenhum deputado oposicionista elegeu-se para o Congresso, o que deixou a oposição a Chávez sem nenhuma representação parlamentar.

## Defensores do plebiscito
Já os defensores do "sim" apontam que, no passado, o presidente norte-americano Roosevelt foi reeleito quatro vezes (1933-1945), quando regime semelhante vigorou naquele país, e manteve-se no poder, como presidente dos Estados Unidos, até sua morte em 1945. Reeleições ilimitadas existem na atualidade na Alemanha, França, Itália, Portugal, Eslováquia, Chipre, Estônia, Eslovênia, Grécia e Letônia; nos EUA a possibilidade de reeleição ilimitada foi eliminada em 1945.
Os que apóiam Chávez consideram necessárias as mudanças institucionais propostas ao país já que durante os 50 anos de sua democracia, a Venezuela teve dois partidos se sucediam (o Partido Social Cristão - Copei e o Ação Democrática - AD) sem que nada mudasse, exceto o nome do presidente. Havia uma falsa alternância do poder, preocupado apenas em manter os interesses de uma minoria rica. Muito pouco, quase nada, foi feito para atender às necessidades da população pobre, ou para criar um projeto estratégico de desenvolvimento. A Venezuela ficou marcada por uma forte divisão social, com ricos e pobres como se fossem partes separadas de um mesmo país, e não componentes de uma mesma nação
Para se entender o que gerou o fenômeno Hugo Chávez é necessário estudar um pouco da história recente da Venezuela. Na década de 40 surgiu a "Ação Democrática (AD)", partido de centro-esquerda. Mas prevalecia a lógica e o poder dos militares corruptos, latifundiários obstinados e grandes empresários. Por meio deles o petróleo financiou a ditadura do general Pérez Jiménez, afinal derrubado em 1958. Desde então se alternaram no poder a "AD" e um partido de origem clerical, o democrata-cristão "Copei". Foi a mais longa "continuidade democrática" do continente. Até que apareceu Hugo Chavez.
Examinar no que consistiu essa  "continuidade" ajuda a explicar o surgimento de Hugo Chávez. Entre 1976 e 1995 as exportações de petróleo renderam ao Estado venezuelano 270 bilhões de dólares, valor que corresponde a vinte Planos Marshall. Mas os governos que se sucediam em "alternância democratica" pouco ou nada fizeram, fosse para criar uma infra-estrutura produtiva na Venezuela, fosse para combater suas desigualdades sociais. Em 2001 71% dos venezuelanos viviam na pobreza, o desemprego atingia 21% da população ativa, e 48% se refugiavam na "informalidade". Além disso, 2 milhões de crianças estavam na miséria e, em Caracas, as pessoas amontoadas em favelas ao seu redor era maior (60%) que a população da cidade propriamente dita.

## Observadores internacionais
Observadores de 39 países foram convidados para assistir as eleições de 2 de dezembro, e assegurarem-se da legitimidade de seus resultados. Foram convidados a acompanhar o processo de votação, representantes de Antígua e Barbuda, Alemanha, Argentina, Bélgica, Benin, Bolvia, Brasil, Colombia, Costa Rica, Chile, Equador, El Salvador, Etiópía, Espanha, Estados Unidos, Filipinas, Finlândia, França, Gana, Grécia, Guatemala, Guiana, Holanda, Honduras, Inglaterra, Itália, Malí, Namíbia, Nicarágua, Panamá, Paraguai, Peru, República Dominicana, São Vicente e Granadinas, Senegal, Suíça, Suriname e Uruguai. Mais de 100 observadores internacionais, integrantes de organismos eleitorais e especialistas em sistemas eleitorais das três Américas e da Europa, acompanharam as votações; além desses, o processo plebiscitário foi seguido de perto por cerca de 2.000 observadores venezuelanos, e de 3.000 representantes dos meios de comunicação do país e do exterior
"O bom desempenho do escrutínio foi ressaltado por vários observadores. O eurodeputado Willy Meyers, que esteve no local, felicitou os venezuelanos. 'É uma lição de democracia por parte das autoridades eleitorais', que deram 'transparência' aos resultados. Willy Meyers saudou igualmente o presidente venezuelano, insisistindo que ele aceitou rapidamente a derrota do 'No", e dizendo que o processo eleitoral foi 'lógico, tranqüilo, democrático'. Até na Espanha, onde a cota de popularidade de Hugo Chávez está em seu ponto mais baixo, políticos reconheceram que o escrutínio de desenvolveu sem entraves. As instituições 'funcionaram bem', segundo Diego Lopez Garrido, porta voz do Partido Socialista Espanhol, que disse acreditar que, apesar de tudo, 'Hugo Chávez saiba tirar a necessária lição de sua derrota'.

## Os que apoiaram o "Si" (Sim)
Os venezuelanos que apoiam o "sim" se reuniram nas maiores avenidas de Caracas para ouvir o discurso de encerramento da campanha pronunciado por Hugo Chávez. A grande concentração chavista na avenida Bolívar, em Caracas, marcou o fim da campanha a favor da reforma constitucional promovida pelo presidente venezuelano, Hugo Chávez. Uma "maré vermelha" invadiu com bandeiras nacionais e cartazes a grande avenida, a mesma que na véspera fora o palco de outra grande concentração da oposição, que encerrara sua campanha pelo "não".
A chamada "grande concentração em apoio ao 'sim' - "'sim' da reforma constitucional", transcorreu em um ambiente de alegria, à espera da chegada do "comandante presidente" e de seu discurso no fechamento da campanha.
"- Sim, sim, agora sim"- gritavam os simpatizantes do Governo bolivariano, em alusão às respostas que dariam, na consulta de 2 de dezembro, aos dois blocos em que foram divididos os 69 artigos da Carta Magna cujas alterações foram propostas. Desde cedo, os milhares de simpatizantes de Hugo Chávez começaram a chegar à avenida Bolívar procedentes de todas as partes do país. Na opinião de alguns dos manifestantes, a reforma é um projeto que favorece os jovens e os idosos, que estão esquecidos.
Vestidos com bonés e camisetas vermelhas a favor do "sim", chavistas de todas as partes do país atenderam ao pedido do "Comandante" para encerrar a campanha eleitoral. A passeata chegou à avenida Bolívar, e assim encerrou-se oficialmente a campanha para a realização do plebiscito de 2 de dezembro. Apesar das últimas pesquisas, na semana que antecedeu o plebiscito, estarem apontando um empate técnico, o líder venezuelano estava seguro que sua reforma seria aprovada. Pela primeira vez Hugo Chávez teve que enfrentar uma votação sem prever uma grande vantagem.

## Os que apoiaram o "No" (Não)
Mais de 100 mil pessoas, numa manifestação organizada por líderes estudantis, marcharam dia 29 de novembro de 2007, exercendo seu direito democrático de oposição,  numa das mais importantes avenidas e ruas adjacentes de Caracas para dizer “não” à reforma constitucional proposta pelo presidente Hugo Chávez, que seria submetida a plebiscito.
Diante dos manifestantes, que lotavam a Avenida Bolívar e os calçadões próximos ao Palácio Miraflores, Yon Goicoechea, secretário geral do Conselho de Representantes Estudantis da Universidade Católica Andrés Bello, o principal dirigente estudantil do país, fez um discurso emocionado em favor da “liberdade” e dos “excluídos”, conclamando o Povo a votar "não". De maneira geral os estudantes venezuelanos rejeitam os partidos políticos tradicionais de oposição a Chávez, frequentemente considerando-os "piores do que o próprio Chávez". O líder estudantil, em discurso para a multidão, que trazia cartazes com os dizeres "Assim Não",  criticou políticos "do passado e do presente que se esqueceram dos jovens". "Após sua derrota (Hugo Chávez) poderá ficar no poder enquanto mandar a Constituição que agora deseja modificar e que não poderá reformá-la", afirmou. "Mande, senhor presidente, mas mande como um democrata ou enfrentará o bravo povo na rua", acrescentou.
 Ver "O papel dos estudantes no plebiscito", abaixo.

## Pesquisas de opinião pública
Uma pesquisa realizada em 27 de novembro por um instituto independente, menos de uma semana antes da votação, revelou um empate técnico entre o "sim" e o "não" no referendo de domingo sobre a reforma constitucional na Venezuela. De acordo com o instituto Datos, um dos mais respeitados da Venezuela, ambas as opções têm 50 por cento das intenções entre as pessoas que pretendem votar (70 por cento do total). A margem de erro é de 2,2 por cento. O instituto ouviu 2.000 pessoas em todo o país de 28 de outubro a 8 de novembro, e atualizou a amostra com mais mil entrevistas entre os dias 19 e 22 de novembro. Outras pesquisas recentes também indicaram empate técnico no referendo. O voto é facultativo

### Pesquisas de boca de urna
A divulgação de pesquisas de boca de urna (realizadas após a votação) são proibidas pela legislação eleitoral venezuelana. Não obstante, às 18 horas do dia 2, a agência Reuters divulgou, fora da Venezuela, as pesquisas de boca de urna que foram realizadas por três dos mais reputados institutos venezuelanos, a PLM Consultores, Datanálisis e o Instituto Venezuelano de Análise de Dados (Ivad) todos prevendo a vitória do "sim". A PLM Consultores deu 54% ao "sim" e 46% ao "não"; a Datanalisis 56% ao "sim" e 44% ao não; e o Ivad 53% ao "sim" e 47% ao "não", que apontaram, erroneamente, a vitória do "sim" por uma margem de 6 a 8 pontos percentuais

## Sistema eleitoral do plebiscito
A votação é feita em 11.132 centros de votação distribuídos por todo o país, contando com 32.039 máquinas automatizadas de votação, distribuídas em 33.614 mesas eleitorais. Os eleitores votam duas vezes, podendo escolher "Sim" ou "Não" em cada uma delas, para cada um dos dois blocos de alterações constitucionais, "A" e "B".
O bloco "A" engloba as alterações nos artigos 11, 16, 18, 64, 67, 70, 87, 90, 98, 100, 103, 112, 113, 115, 136, 141, 152, 153, 156, 157, 158, 167, 168, 184, 185, 225, 230, 236, 251, 252, 272, 299, 300, 301, 302, 303, 305, 307, 318, 320, 321, 328, 329, 341, 342 e 348 que serão julgados em conjunto. Igualmente no bloco "B", que inclui os artigos 21, 71, 72, 73, 74, 82, 109, 163, 164, 173, 176, 191, 289, 264, 265, 266, 279, 293, 295, 296, 337, 338 e 339 os eleitores poderão, mais uma vez, decidir votando "Sim" ou "Não" para esse bloco.

### Programa de Acompanhamento Internacional para o Plebiscito da Reforma Constitucional
Um Programa de Acompanhamento Internacional para o Plebiscito da Reforma Constitucional foi criado para assegurar a legitimidade dos resultados. Um total de mais de 100 representantes, de Antígua e Barbuda, Alemanha, Argentina, Bélgica, Benin, Bolívia, Brasil, Colômbia, Costa Rica, Chile, Equador, El Salvador, Etiópia, Espanha, Estados Unidos, Filipinas, Finlândia, França, Gana, Grécia, Guatemala, Guiana, Holanda, Honduras, Inglaterra, Itália, Mali, Namíbia, Nicarágua, Panamá, Paraguai, Peru, República Dominicana, São Vicente e Granadinas, Senegal, Suíça, Suriname e Uruguai fiscalizarão a votação.

### Auditoria da votação eletrônica
Ao contrário do sistema de votação eletrônico brasileiro, que é uma caixa preta que não possibilita qualquer auditoria posto que não é possível vigiar os bits, todas as urnas na Venezuela imprimem um comprovante físico que, após ser conferido pelo eleitor, é depositado em uma urna, para possibilitar uma eventual recontagem. Para assegurar-se a garantia absoluta de imparcialidade na contagem dos votos, foram abertas 54,37% dessas urnas, escolhidas por sorteio, e seus votos físicos recontados manualmente, e comparados aos resultados eletrônicos

### Auditorias adicionais realizadas por organizações civis venezuelanas
Além das auditorias oficiais, promovidas pelo Consejo Nacional Electoral - CNE, foram promovidas auditorias por organizações civis venezuelanas, como o Proyecto Centinela de Súmate, que se opõe a Hugo Chávez. Ricardo Estévez, membro dessa organização oposicionista, explicou que seus representantes estiveram presentes em 592 centros selecionados e distribuidos por todo o país, em zonas eleitorais de diversas naturezas, para ter uma projeção dos resultados
Ao término desse processo de auditoria privado, a presidente da organização Súmate, María Corina Machado, declarou que domingo, no plebiscito constitucional,  "a vontade democrática do povo da Venezuela se impôs"

### Venezuelanos residentes no Brasil puderam votar no plebiscito da reforma constitucional
Os venezuelanos e venezuelanas maiores de dezoito anos, residenciados no Brasil, inscritos e inscritas no Registro Eleitoral, que tenham o seu nome no Caderno de Votação da Representação Diplomática o Consular e estejam registrados na Embaixada da Venezuela puderam participar do referendo de 2 de dezembro, respondendo se concordavam com o projeto de reforma constitucional proposto pelo presidente Hugo Chávez.
Além da própria embaixada, que fica em Brasília, puderam votar em um dos cinco consulados venezuelanos existentes no país: Rio de Janeiro, São Paulo, Manaus, Boa Vista e Belém.
Ao contrário da Venezuela, onde o voto é eletrônico, a votação no Brasil foi realizada com cédulas de papel. Em todos os locais de votação, além dos mesários, havia duas testemunhas: uma favorável às alterações em 69 dos atuais 350 artigos da Constituição, outra contrária.
A votação terminou às 16 horas de Brasília. Qualquer interessado pôde acompanhar a apuração dos votos.

## Encerramento da votação
Às 18h45 de Brasília (20h45 GMT) a presidente do CNE, Tibisay Lucena, anunciou o encerramento da votação, declarando fechadas todas as secções onde não havia mais eleitores nas filas. Nas secções em que ainda havia pessoas nas filas, todos os já que ainda estavam nas filas puderam exercer seu direito de voto, independentemente do horário. Declarou que a votação decorreu em absoluta ordem, e em paz. Apenas 45 pessoas foram presas em toda a Venezuela por violação de leis eleitorais. Demonstrações e reuniões políticas são proibidas por lei, até a divulgação do primeiro boletim oficial de apuração.
São proibidas, pelas leis dos partidos políticos e pela legislação eleitoral venezuelanas, prever ou antecipar resultados antes da publicação de resultados oficiais, tal como divulgar pesquisas de boca de urna.
Os primeiros boletins oficiais com resultados deveriam ter sido anunciados cerca de duas horas depois do encerramento das votações, mas só o foram a 1h10 da manhã (5h10 GMT) do dia 3. Aparentemente houve um acordo entre governo e oposição para só divulgar os resultados na madrugada, para evitar tumultos nas ruas.
As pesquisas de boca de urna, cuja divulgação é proibida pela legislação eleitoral na Venezuela, acabaram sendo divulgadas às 18 horas, pela agência Reuters, em alguns outros países, mas suas previsões estavam erradas: indicavam a vitória do "Sim"; ao contrário do que ocorreu na realidade.

## Resultados: o Povo venezuelano, soberanemente, rejeitou todas as reformas propostas
O CNE (Conselho Nacional Eleitoral) assinalou que 50,7% dos venezuelanos votaram contra o primeiro bloco de artigos (bloco "A") submetidos à consulta, enquanto 49,29%
optaram pelo "sim".
Além disso, 51,05% rejeitaram o segundo bloco de artigos (bloco "B"), enquanto 48,94% o aprovaram. O comparecimento às urnas foi de 55,1% e a abstenção no plebiscito foi de 44,9%.
Os resultados foram divulgados após a apuração de mais de 90% dos votos, em uma longa noite na qual foi crescendo a tensão e as críticas da oposição pela falta de anúncios sobre a votação.
O presidente Hugo Chávez reconheceu a vitória de seus adversários e os parabenizou

### Demora na divulgação do resultados
Enquanto órgãos da imprensa mundial, como o jornal parisiense Le Monde, atribuíram a grande demora na divulgação dos resultados à existência de um acordo de cavalheiros entre os partidários do "Sim" e do "Não", para evitar tumultos nas ruas, outros órgãos de imprensa, como o jornal brasileiro O Estado de S. Paulo, atribuiram essa demora à uma alegada hesitação de Chávez em reconhecer sua derrota. Provavelmente o surgimento dessa versão se deveu à publicação de um artigo no jornal El Nacional intitulado Um Chávez revoltado se negava a admitir a derrota, em que aquele periódico de Caracas alegava que um grupo de militares, ligado ao ex-ministro da Defesa Raúl Isaías Baduel, teria pressionado o líder venezuelano a acatar a derrota ainda no domingo. Essas versões, também adotadas pela rede de televisão CNN, foram desmentidas pelo Alto Comando Militar venezuelano que, em entrevista coletiva à imprensa concedida no dia 6 de dezembro de 2007, negou que tivesse pressionado o presidente Hugo Chávez a admitir a derrota: "“Houve uma decisão coletiva em que se determinou que não seria prudente esperar a contagem de todos os votos para reconhecer a derrota. Não houve pressão” declarou à BBC o ex-general de Divisão, Alberto Müller Rojas. O ministro da Defesa, Gustavo Rangel declarou que "o presidente é ‘impressionável', ou seja, ninguém o pressiona”.

### Fedecámaras diz que ganhou a democracia, e conclamou todos à reconciliação
"A entidade empresarial cumprimentou a todos os atores que protagonizaram esta 'festa democrática': os estudantes, os paritidos políticos, as Forças Armadas Nacionais o setor oficial, o Conselho Nacional Eleitoral (CNE) os meios de comunicação e o povo venezuelano."
Por outro lado a Fedecámaras condenou aqueles que propalam boatos dando conta de que Hugo Chávez tentaria impôr ao país as reformas derrotadas: "Se alguém disse que se deve ouvir o povo esse alguém foi o presidente, e sabemos que honrará sua palavra" "Si alguien dijo que hay que oír al pueblo fue el presidente y sabemos que el honrará sus palabras"

## O papel dos estudantes no plebiscito
Com os partidos políticos tradicionais de oposição a Chávez em frangalhos - e pregando a abstenção na votação ao invés de defender o voto "Não" - foram os estudantes venezuelanos os principais atores responsáveis pela derrota da proposta de reforma constitucional.
O movimento estudantil na Venezuela é muito heterogêneo e disperso, englobando desde estudantes das universidades públicas até os das universidades privadas de elite como a Universidade Católica Andres Bello. Alguns grupos estudantis vêm recebendo ajuda financeira da USAID, U.S. Agency for International Development, que desde 2003 desembolsou US$ 216 mil para "solução de conflitos", "promoção da democracia" e outros programas. Apesar dessa interferência do governo norte-americano, o movimento estudantil parece ser autêntico e não insuflado; essa ajuda financeira foi apenas uma colaboração às suas atividades, mas não a causa principal de sua origem.
O caso da RCTV foi visto como mais uma derrota da oposição venezuelana, que a encarou como uma nova batalha política contra o presidente Hugo Chávez. Mas, no dia seguinte, naquele agitado mês de maio, além de uma oposição tradicional frustrada, surgiram os jovens estudantes universitários de Caracas saindo às ruas em defesa da liberdade de expressão, que consideraram prejudicada pelo fechamento da emissora. Nessa conjuntura política, esses jovens estudantes acabaram por se converter num espécie de "ponta de lança" do movimento de oposição a Chávez, e às suas reformas constitucionais. Sua influência não deve ser desprezada, uma vez que, segundo recente pesquisa, os estudantes contam com 47% da confiança da população, enquanto a Igreja conta com 46%, e os meios de comunicação 32%.
Stalin Gonzalez, um líder estudantil, declarou, numa entrevista coletiva de imprensa realizada pouco antes da passeata que reuniu mais de 100.000 defensores do "Não", em 29 de novembro: "Não se trata de derrubar Chávez. O que queremos é que ele governe de uma maneira diferente: que governe para todos os venezuelanos."
Na oposição os estudantes parecem ter superado em inciativa os partidos políticos tradicionais, alguns dos quais promoviam a abstenção no referendo, alegando que o processo eleitoral não seria "justo".

### O chavismo derrotou Chávez
A vitória do "Não" não foi protagonizada apenas, nem principalmente, pela oposição política tradicional a Hugo Chávez. Muitos analistas consideram que foi o próprio chavismo que derrotou Hugo Chávez. Dentre as causas da derrota de Chavez citam-se a não renovação da concessão da RCTV, o aparecimento do movimento estudantil - em reação à saída do ar da RCTV - que assumiu a bandeira da campanha contra a reforma constitucional e, finalmente, já bem perto do dia do plebiscito, a exortação pública feita pelo general Raúl Baduel que, sendo uma figura emblemática do chavismo, convocou os venezuelanos a votar "Não". "Surgiu uma divergência sobre a visão de país entre o governante e a população, que até agora o tinha apoiado incondicionalmente" - afirmou Ismael García, um dos sete deputados do partido Podemos, na Assembléia Nacional.